# Sugmotor
Sugmotor kallas en förbränningsmotor som varken får hjälp av en turbo eller kompressor vid insuget. Namnet kommer av att motorn just "suger" in bränsle/luftblandningen från förgasaren eller insprutningssystemet istället för att det matas som det gör om den har turbo eller kompressor. 
Praktiskt taget alla motortillverkare för personbilar erbjuder sugmotorer, och principen var från massbilismens genombrott och fram till 1980-talet helt dominerande för bensinmotorer för privatbruk. Fördelen med en sugmotor jämfört med en motor med forcerad luftförsörjning är att det rör sig om en enklare konstruktion, nackdelen är att det är svårare att bygga en sugmotor som både är bränslesnål vid låg belastning och stark nog när det behövs.